# Цфатская цитадель

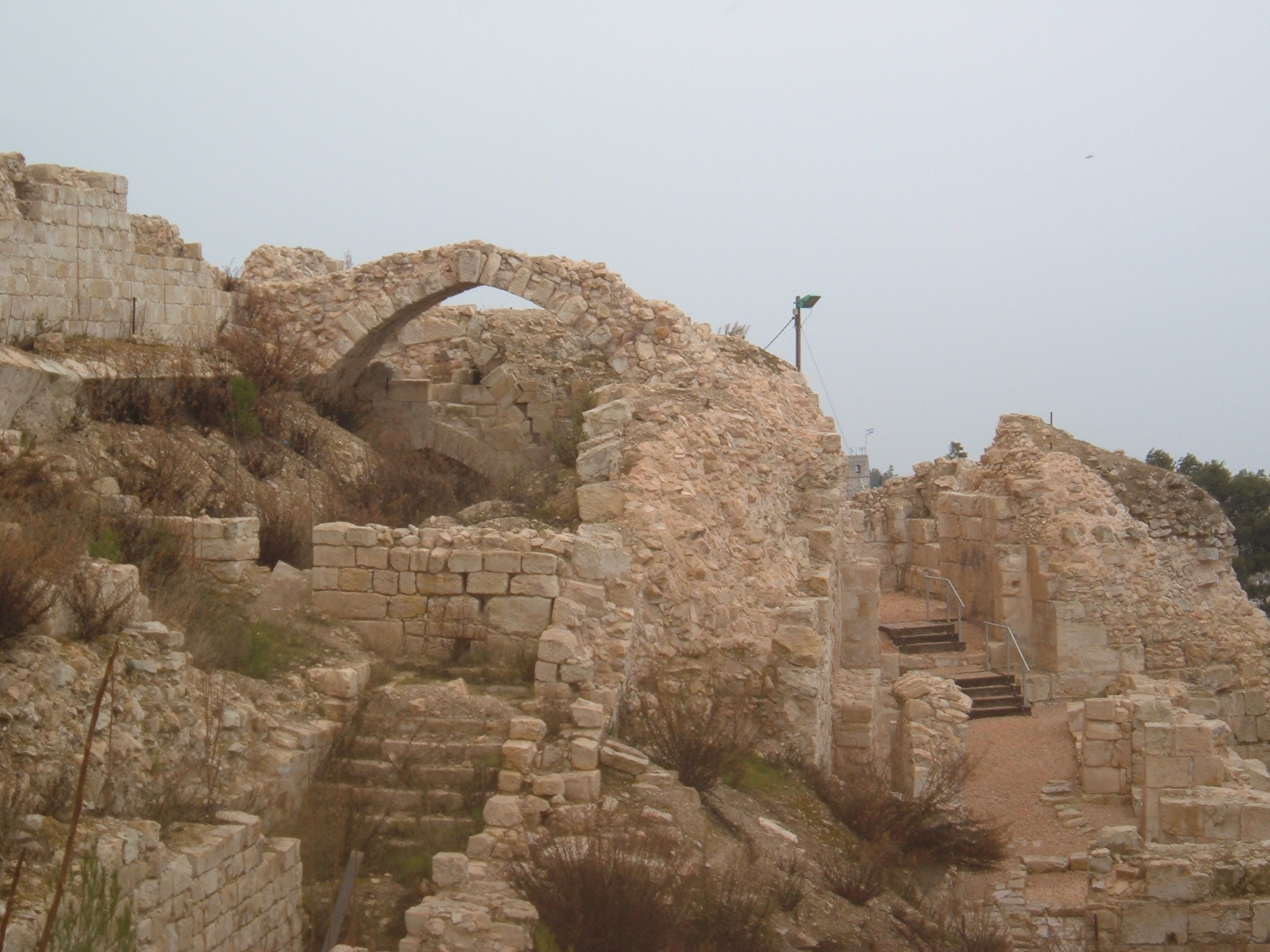
Цфатская цитадель

Цфатская цитадель (или Цфатская крепость, также Сафедская цитадель) — археологический памятник остатков фортификационных укреплений, последовательно созданных иудеями времён Второго храма, крестоносцами, мамлюками и османскими военачальниками на холме, господствующем над городом Цфат. Развалины цитадели служили укреплённым пунктом Арабской освободительной армии во время войны за независимость Израиля.